# GP3 Series 2011
La stagione 2011 della GP3 Series è la seconda stagione della categoria, nata a supporto della GP2 Series. È iniziata il 7 maggio e si è conclusa l'11 settembre, dopo 16 gare. Il titolo piloti è andato al finlandese Valtteri Bottas, quello per le scuderie alla francese Lotus ART Grand Prix.

## La pre-stagione

### Calendario
Il calendario della stagione prevede 8 prove, da tenersi nei circuiti europei impegnati nella stagione della Formula 1 2011; inizialmente era prevista la possibilità di correre anche sul Circuito di Montecarlo, ma successivamente tale possibilità non è stata confermata.
| Gara | Gara | Circuito                          | Giri | Lunghezza           | Data         | Ora   | Supporto                          |
| ---- | ---- | --------------------------------- | ---- | ------------------- | ------------ | ----- | --------------------------------- |
| 1    | G1   | Istanbul Park                     | 15   | 15x5,833=80,070 km  | 7 maggio     | 17:20 | Gran Premio di Turchia 2011       |
| 1    | G2   | Istanbul Park                     | 15   | 15x5,833=80,070 km  | 8 maggio     | 10:25 | Gran Premio di Turchia 2011       |
| 2    | G1   | Circuito di Catalogna, Barcellona | 16   | 16x4,665=74,480 km  | 21 maggio    | 17:20 | Gran Premio di Spagna 2011        |
| 2    | G2   | Circuito di Catalogna, Barcellona | 16   | 16x4,665=74,480 km  | 22 maggio    | 09:25 | Gran Premio di Spagna 2011        |
| 3    | G1   | Circuito urbano di Valencia       | 14   | 14x5,419=75,866 km  | 25 giugno    | 17:20 | Gran Premio d'Europa 2011         |
| 3    | G2   | Circuito urbano di Valencia       | 14   | 14x5,419=75,866 km  | 26 giugno    | 09:25 | Gran Premio d'Europa 2011         |
| 4    | G1   | Circuito di Silverstone           | 17   | 17x5,141= 87,397 km | 9 luglio     | 16:20 | Gran Premio di Gran Bretagna 2011 |
| 4    | G2   | Circuito di Silverstone           | 17   | 17x5,141= 87,397 km | 10 luglio    | 08:20 | Gran Premio di Gran Bretagna 2011 |
| 5    | G1   | Nürburgring                       | 15   | 15x5,148= 77,220 km | 23 luglio    | 17:20 | Gran Premio di Germania 2011      |
| 5    | G2   | Nürburgring                       | 15   | 15x5,148= 77,220 km | 24 luglio    | 09:25 | Gran Premio di Germania 2011      |
| 6    | G1   | Hungaroring, Mogyoród             | 16   | 16x4,381= 70,096 km | 30 luglio    | 17:20 | Gran Premio d'Ungheria 2011       |
| 6    | G2   | Hungaroring, Mogyoród             | 16   | 16x4,381= 70,096 km | 31 luglio    | 08:30 | Gran Premio d'Ungheria 2011       |
| 7    | G1   | Circuito di Spa-Francorchamps     | 12   | 12x7,004=84,048 km  | 27 agosto    | 17:20 | Gran Premio del Belgio 2011       |
| 7    | G2   | Circuito di Spa-Francorchamps     | 12   | 12x7,004=84,048 km  | 28 agosto    | 08:30 | Gran Premio del Belgio 2011       |
| 8    | G1   | Autodromo Nazionale Monza         | 16   | 16x5,793=92,688 km  | 10 settembre | 17:20 | Gran Premio d'Italia 2011         |
| 8    | G2   | Autodromo Nazionale Monza         | 16   | 16x5,793=92,688 km  | 11 settembre | 08:30 | Gran Premio d'Italia 2011         |

### Test
| Circuito                           | Data      | Pilota più veloce      | Team              | Tempo    |
| ---------------------------------- | --------- | ---------------------- | ----------------- | -------- |
| Circuito Paul Ricard, Le Castellet | 3 marzo   | Alexander Sims         | Status Grand Prix | 1'21"827 |
| Circuito Paul Ricard, Le Castellet | 4 marzo   | Nico Müller            | Jenzer Motorsport | 1'20"896 |
| Circuito di Silverstone            | 29 marzo  | Gabriel Chaves         | Addax Team        | 1'51"449 |
| Circuito di Silverstone            | 30 marzo  | Gabriel Chaves         | Addax Team        | 1'50"799 |
| Circuito di Silverstone            | 31 marzo  | Michael Christensen    | Mücke Motorsport  | 1'51"799 |
| Circuito di Catalogna, Barcellona  | 13 aprile | António Félix da Costa | Status Grand Prix | 1'51"449 |
| Circuito di Catalogna, Barcellona  | 14 aprile | Valtteri Bottas        | ART Grand Prix    | 1'38"004 |
| Circuito di Catalogna, Barcellona  | 15 aprile | Nigel Melker           | Mücke Motorsport  | 1'37"882 |

## Piloti e scuderie

### Piloti
Simon Trummer, che ha concluso 25° nel 2010 con Jenzer Motorsport, è passato al team MW Arden, dove trova gli esordienti Mitch Evans e Lewis Williamson.
Debutta nel campionato anche Valtteri Bottas - dopo aver concluso al terzo posto nella Formula 3 Euro Series (correrà con la Lotus ART, squadra con cui ha gareggiato nell'Euro Series). James Calado, dopo il secondo posto dietro a Jean-Éric Vergne nel Campionato inglese di Formula Tre, con la Carlin, si unisce a Bottas con la Lotus ART.
Anche gli ex piloti della Formula Renault UK Marlon Stockinger e Nick Yelloly passeranno alla GP3 con l'ATECH CRS GP, assieme a  Zoël Amberg, proveniente dalla F. Renault centroeuropea. Vittorio Ghirelli esce dall'ATECH per approdare alla Jenzer, dove trova Maxim Zimin, che corse nel 2010 in Formula Abarth.
Dalla Carlin escono Da Costa, verso la Status Grand Prix e Dean Smith, verso la Addax. L'Addax ingaggia anche due esordienti: Gabriel Chaves, proveniente dalla Formula 3 italiana, e Dominic Storey, impegnato l'anno precedente nella F. Renault 3.5. La Status ingaggia invece Alexander Sims, nella scorsa stagione protagonista nella F3 Euro Series. La Manor ingaggia Matias Laine.
La Carlin Motorsport iscrive Conor Daly, vincitore dell'ultima Star Mazda, e Tom Dillmann, campione della Formula 3 tedesca nel 2010. Altri esordienti alla Tech 1 Racing: l'italiano Andrea Caldarelli, impegnato nel 2010 nella F3 italiana,  Aaro Vainio che, sempre con la Tech 1, correva nella F. Renault Eurocup e Tamás Pál Kiss, nel 2010 nella F. Renault UK.
Willi Steindl, che ha guidato per Van Amersfoort Racing nel campionato tedesco di Formula 3 ha firmato per RSC Mücke Motorsport, dove trova Michael Christensen in arrivo dalla MW Arden. La scuderia tedesca ingaggia come terzo componente il britannico Luciano Bacheta.
Esce dalla serie il campione 2010 Esteban Gutiérrez, che passa in GP2 con la Lotus ART. Anche Stefano Coletti, James Jakes e Pål Varhaug passano in GP2. Mirko Bortolotti, Tobias Hegewald e Miki Monrás passano invece alla Formula 2. Lo statunitense Josef Newgarden ritorna nel suo Paese per competere nella Indy Lights per la Sam Schmidt Motorsports.
Il suo connazionale Alexander Rossi e il canadese Robert Wickens trovano invece un ingaggio nella Formula Renault 3.5 Series.
Nel corso della stagione vi sono state delle sostituzioni. Da Barcellona Daniel Morad ha sostituito Tom Dillmann alla Carlin, mentre a Valencia Thomas Hylkema prende il posto di Andrea Caldarelli, passato alla Formula Nippon, e Tom Dillmann rientra nel campionato al posto di Dominic Storey alla Addax. Dal Nürburgring Callum MacLeod sostituisce Morad alla Carlin. A Spa Richie Stanaway ha sostituito Pedro Nunes alla Lotus ART, Alex Fontana ha preso il posto di Ghirelli alla Jenzer mentre Daniel Mancinelli ha preso il posto di Luciano Bacheta alla RSC Mücke Motorsport.

### Scuderie
La Lotus Cars associa il proprio nome a quello dell'ART Grand Prix.

### Tabella riassuntiva
| Team                  | Nr | Pilota                 | Weekend di gare |
| --------------------- | -- | ---------------------- | --------------- |
| Lotus ART             | 1  | Pedro Nunes            | 1-6             |
| Lotus ART             | 1  | Richie Stanaway        | 7-8             |
| Lotus ART             | 2  | Valtteri Bottas        | Tutti           |
| Lotus ART             | 3  | James Calado           | Tutti           |
| Status Grand Prix     | 4  | Alexander Sims         | Tutti           |
| Status Grand Prix     | 5  | António Félix da Costa | Tutti           |
| Status Grand Prix     | 6  | Ivan Lukaševič         | Tutti           |
| Jenzer Motorsport     | 7  | Nico Müller            | Tutti           |
| Jenzer Motorsport     | 8  | Maksim Zimin           | Tutti           |
| Jenzer Motorsport     | 9  | Vittorio Ghirelli      | 1-6             |
| Jenzer Motorsport     | 9  | Alex Fontana           | 7               |
| Jenzer Motorsport     | 9  | Christophe Hurni       | 8               |
| Marussia Manor Racing | 10 | Adrian Quaife-Hobbs    | Tutti           |
| Marussia Manor Racing | 11 | Rio Haryanto           | Tutti           |
| Marussia Manor Racing | 12 | Matias Laine           | Tutti           |
| Carlin                | 14 | Conor Daly             | Tutti           |
| Carlin                | 15 | Tom Dillmann           | 1               |
| Carlin                | 15 | Daniel Morad           | 2-4             |
| Carlin                | 15 | Callum MacLeod         | 5-8             |
| Carlin                | 16 | Leonardo Cordeiro      | Tutti           |
| Tech 1 Racing         | 17 | Aaro Vainio            | Tutti           |
| Tech 1 Racing         | 18 | Andrea Caldarelli      | 1-2             |
| Tech 1 Racing         | 18 | Thomas Hylkema         | 3-8             |
| Tech 1 Racing         | 19 | Tamás Pál Kiss         | Tutti           |
| ATECH CRS GP          | 20 | Marlon Stöckinger      | Tutti           |
| ATECH CRS GP          | 21 | Nick Yelloly           | Tutti           |
| ATECH CRS GP          | 22 | Zoël Amberg            | Tutti           |
| Addax Team            | 23 | Dominic Storey         | 1-2             |
| Addax Team            | 23 | Tom Dillmann           | 3-8             |
| Addax Team            | 24 | Gabriel Chaves         | Tutti           |
| Addax Team            | 25 | Dean Smith             | 1-7             |
| Addax Team            | 25 | Vittorio Ghirelli      | 8               |
| MW Arden              | 26 | Mitch Evans            | Tutti           |
| MW Arden              | 27 | Simon Trummer          | Tutti           |
| MW Arden              | 28 | Lewis Williamson       | Tutti           |
| RSC Mücke Motorsport  | 29 | Luciano Bacheta        | 1-6             |
| RSC Mücke Motorsport  | 29 | Daniel Mancinelli      | 7-8             |
| RSC Mücke Motorsport  | 30 | Michael Christensen    | Tutti           |
| RSC Mücke Motorsport  | 31 | Nigel Melker           | Tutti           |

## Riassunto della stagione

### Test
| Circuito                         | Data      | Pilota più veloce | Team              | Tempo    |
| -------------------------------- | --------- | ----------------- | ----------------- | -------- |
| Hungaroring, Mogyoród            | 1º giugno | Lewis Williamson  | MW Arden          | 1'38"330 |
| Hungaroring, Mogyoród            | 2 giugno  | Lewis Williamson  | MW Arden          | 1'37"528 |
| Circuito Ricardo Tormo, Valencia | 16 giugno | Alexander Sims    | Status Grand Prix | 1'27"394 |
| Circuito Ricardo Tormo, Valencia | 17 giugno | Alexander Sims    | Status Grand Prix | 1'26"842 |

## Risultati e classifiche

### Gare
| Gara | Gara | Circuito    | Tempo     | Velocità    | Pole position       | Giro veloce         | Pilota vincitore       | Team vincitore        |
| ---- | ---- | ----------- | --------- | ----------- | ------------------- | ------------------- | ---------------------- | --------------------- |
| 1    | G1   | Istanbul    | 28'13"773 | 170,83 km/h | Tom Dillmann        | Andrea Caldarelli   | Nigel Melker           | Mücke Motorsport      |
| 1    | G2   | Istanbul    | 27'03"624 | 177,57 km/h | +                   | Alexander Sims      | Alexander Sims         | Status Grand Prix     |
| 2    | G1   | Barcellona  | 27'19"175 | 163,91 km/h | Mitch Evans         | Valtteri Bottas     | Mitch Evans            | MW Arden              |
| 2    | G2   | Barcellona  | 31'08"280 | 143,82 km/h | +                   | Andrea Caldarelli   | Tamás Pál Kiss         | Tech 1 Racing         |
| 3    | G1   | Valencia    | 28'49"603 | 157,94 km/h | Lewis Williamson    | Adrian Quaife-Hobbs | Adrian Quaife-Hobbs    | Marussia Manor Racing |
| 3    | G2   | Valencia    | 28'06"179 | 161,69 km/h | +                   | James Calado        | James Calado           | Lotus ART             |
| 4    | G1   | Silverstone | 30'40"249 | 170,97 km/h | Adrian Quaife-Hobbs | Alexander Sims      | Nico Müller            | Jenzer Motorsport     |
| 4    | G2   | Silverstone | 28'06"179 | 195,26 km/h | +                   | Dean Smith          | Lewis Williamson       | MW Arden              |
| 5    | G1   | Nürburgring | 29'48"703 | 155,45 km/h | Mitch Evans         | Lewis Williamson    | Rio Haryanto           | Marussia Manor Racing |
| 5    | G2   | Nürburgring | 30'25"297 | 142,15 km/h | +                   | Nigel Melker        | Valtteri Bottas        | Lotus ART             |
| 6    | G1   | Hungaroring | 26'32"020 | 158,48 km/h | Valtteri Bottas     | Michael Christensen | Valtteri Bottas        | Lotus ART             |
| 6    | G2   | Hungaroring | 30'06"456 | 122,24 km/h |                     | Nigel Melker        | Rio Haryanto           | Marussia Manor Racing |
| 7    | G1   | Spa         | 31'02"902 | 162,47 km/h | James Calado        | Valtteri Bottas     | Valtteri Bottas        | Lotus ART             |
| 7    | G2   | Spa         | 26'47"675 | 188,25 km/h |                     | James Calado        | Richie Stanaway        | Lotus ART             |
| 9    | G1   | Monza       | 30'03"132 | 185,04 km/h | Adrian Quaife-Hobbs | Rio Haryanto        | Valtteri Bottas        | Lotus ART             |
| 9    | G2   | Monza       | 28'28"320 | 195,33 km/h |                     | Callum MacLeod      | António Félix da Costa | Status Grand Prix     |

- + In gara2 la pole position è data dalla griglia invertita nei primi 8.

### Classifica piloti
| Pos | Pilota                 | TUR | TUR | ESP | ESP | VAL | VAL | GBR | GBR | GER | GER | HUN | HUN | BEL | BEL | ITA | ITA | Punti |
| --- | ---------------------- | --- | --- | --- | --- | --- | --- | --- | --- | --- | --- | --- | --- | --- | --- | --- | --- | ----- |
| 1   | Valtteri Bottas        | 4   | 8   | 10  | 7   | 7   | 3   | 15  | 12  | 3   | 1   | 1   | 2   | 1   | 19  | 1   | 17  | 62    |
| 2   | James Calado           | 17  | 13  | 2   | 21  | 8   | 1   | 6   | 5   | 4   | 6   | 25  | 3   | 2   | 2   | 2   | 14  | 55    |
| 3   | Nigel Melker           | 1   | 3   | 6   | 2   | Rit | 19  | Rit | 8   | 10  | 3   | 8   | 4   | 3   | Rit | 9   | Rit | 38    |
| 4   | Nico Müller            | 11  | 15  | 5   | Rit | Rit | 14  | 1   | 11  | 15  | 7   | 4   | 5   | 7   | 3   | 4   | 3   | 36    |
| 5   | Adrian Quaife-Hobbs    | 24  | 16  | 11  | 23  | 1   | 8   | 4   | 15  | 5   | Rit | 3   | 10  | 4   | Rit | Rit | 6   | 36    |
| 6   | Alexander Sims         | 8   | 1   | Rit | Rit | 6   | 2   | 2   | 3   | 12  | 2   | SQ  | 9   | Rit | Rit | 21† | Rit | 34    |
| 7   | Rio Haryanto           | 26  | 10  | 20  | 11  | 19  | 22† | 10  | 4   | 1   | 10  | 9   | 1   | 12  | 9   | 3   | 2   | 31    |
| 8   | Lewis Williamson       | Rit | 20  | 14  | 9   | 2   | 6   | 7   | 1   | 2   | 14  | 6   | Rit | 9   | NP  | 18  | 10  | 31    |
| 9   | Mitch Evans            | 6   | 7   | 1   | 5   | 3   | 4   | 9   | Rit | 19  | 22  | Rit | 24† | 11  | Rit | 8   | Rit | 29    |
| 10  | Andrea Caldarelli      | 2   | 5   | 4   | 4   |     |     |     |     |     |     |     |     |     |     |     |     | 20    |
| 11  | Michael Christensen    | 7   | 2   | 18  | 12  | Rit | Rit | Rit | 13  | 26† | 12  | 2   | 13  | 15  | 4   | 12  | 11  | 19    |
| 12  | Dean Smith             | 9   | 6   | 7   | 3   | 5   | 11  | 8   | 2   | 24  | Rit | 24  | 19  | 20  | 20  |     |     | 18    |
| 13  | António Félix da Costa | 5   | 4   | 12  | 17  | Rit | 20† | 19  | 9   | 28  | Rit | 11  | 6   | Rit | 11  | 7   | 1   | 16    |
| 14  | Tom Dillmann           | 3   | 9   |     |     | 20  | Rit | Rit | 25† | 22  | 5   | 7   | 22  | 6   | Rit | Rit | 9   | 15    |
| 15  | Aaro Vainio            | 15  | Rit | 3   | 20  | Rit | Rit | 11  | 18  | 7   | 13  | 5   | 7   | 13  | Rit | 22† | 8   | 12    |
| 16  | Tamás Pál Kiss         | 16  | 18  | 8   | 1   | 16  | 13  | Rit | 20  | 8   | 4   | 10  | 20  | 17  | 14  | Rit | 12  | 11    |
| 17  | Conor Daly             | 21  | 25  | 21  | 22  | 12  | 7   | 13  | 7   | 6   | 8   | 13  | 11  | 5   | 7   | 6   | Rit | 10    |
| 18  | Simon Trummer          | 19  | 21  | 27  | 25† | Rit | Rit | 12  | 10  | 9   | 16  | 16  | 12  | 19  | 5   | 5   | 4   | 9     |
| 19  | Gabriel Chaves         | 10  | 12  | 13  | 6   | 4   | 5   | Rit | 14  | 27† | 17  | 23  | Rit | 16  | 16  | 17  | 7   | 8     |
| 20  | Richie Stanaway        |     |     |     |     |     |     |     |     |     |     |     |     | 8   | 1   | 10  | 19  | 7     |
| 21  | Nick Yelloly           | 13  | 11  | 25  | 18  | 9   | 12  | 3   | 6   | 16  | 9   | 21  | Rit | Rit | 13  | Rit | Rit | 7     |
| 22  | Luciano Bacheta        | Rit | 19  | 22  | 16  | 18  | 10  | 5   | 19  | 25  | 25  | 17  | Rit |     |     |     |     | 4     |
| 23  | Callum MacLeod         |     |     |     |     |     |     |     |     | 29  | 21  | 26  | 18  | Rit | Rit | 11  | 5   | 3     |
| 24  | Alex Fontana           |     |     |     |     |     |     |     |     |     |     |     |     | 14  | 6   |     |     | 1     |
| 25  | Vittorio Ghirelli      | 25  | Rit | 9   | 8   | 13  | 9   | 14  | 22  | 13  | 11  | 22  | Rit |     |     | Rit | 18  | 0     |
| 26  | Ivan Lukaševič         | 14  | 24  | 17  | 13  | Rit | Rit | 18  | 24  | 11  | 18  | 28  | 23  | 10  | 8   | Rit | Rit | 0     |
| 27  | Maksim Zimin           | 23  | 17  | Rit | 19  | Rit | 21† | SQ  | ES  | 20  | 15  | 19  | 8   | Rit | 15  | Rit | 16  | 0     |
| 28  | Zoël Amberg            | 12  | 14  | 16  | 10  | 11  | 18  | Rit | 16  | 21  | 20  | 15  | 16  | Rit | 12  | Rit | Rit | 0     |
| 29  | Marlon Stöckinger      | Rit | 23  | 26  | Rit | 14  | 16  | 16  | Rit | Rit | NP  | 12  | 17  | Rit | 10  | 19  | 13  | 0     |
| 30  | Leonardo Cordeiro      | Rit | 22  | 23  | 15  | 10  | 17  | 17  | 23  | 17  | 19  | 20  | 15  | 21  | 18  | 13  | Rit | 0     |
| 31  | Matias Laine           | 18  | Rit | 19  | 24  | 17  | Rit | Rit | Rit | 14  | 23  | 14  | 21  | 18  | Rit | 20  | Rit | 0     |
| 32  | Pedro Nunes            | 22  | 26† | 15  | 26† | Rit | 15  | Rit | 17  | 23  | Rit | 18  | 14  |     |     |     |     | 0     |
| 33  | Daniel Morad           |     |     | 24  | 14  | 15  | Rit | NP  | NP  |     |     |     |     |     |     |     |     | 0     |
| 34  | Thomas Hylkema         |     |     |     |     | Rit | Rit | 20  | 21  | 18  | 24† | 27  | Rit | 22  | 21  | 14  | Rit | 0     |
| 35  | Daniel Mancinelli      |     |     |     |     |     |     |     |     |     |     |     |     | Rit | 17  | 15  | 15  | 0     |
| 36  | Christophe Hurni       |     |     |     |     |     |     |     |     |     |     |     |     |     |     | 16  | 20  | 0     |
| 37  | Dominic Storey         | 20  | Rit | Rit | 27† |     |     |     |     |     |     |     |     |     |     |     |     | 0     |
| Pos | Pilota                 | TUR | TUR | ESP | ESP | VAL | VAL | GBR | GBR | GER | GER | HUN | HUN | BEL | BEL | ITA | ITA | Punti |

| Colore  | Risultato             |
| ------- | --------------------- |
| Oro     | Vincitore             |
| Argento | 2º posto              |
| Bronzo  | 3º posto              |
| Verde   | Finito a punti        |
| Blu     | Finito senza punti    |
| Viola   | Ritirato (Rit)        |
| Viola   | Non classificato (NC) |
| Rosso   | Non qualificato (NQ)  |
| Nero    | Squalificato (SQ)     |
| Bianco  | Non partito (NP)      |
| Bianco  | Non ha gareggiato     |
| Bianco  | Infortunato (INF)     |
| Bianco  | Escluso (ES)          |
| Bianco  | Gara cancellata (C)   |

### Classifica scuderie
| Pos | Team                  | Vettura No. | TUR | TUR | ESP | ESP | VAL | VAL | GBR | GBR | GER | GER | HUN | HUN | BEL | BEL | ITA | ITA | Punti |
| --- | --------------------- | ----------- | --- | --- | --- | --- | --- | --- | --- | --- | --- | --- | --- | --- | --- | --- | --- | --- | ----- |
| 1   | Lotus ART             | 1           | 22  | 26† | 15  | 26† | Rit | 15  | Rit | 17  | 23  | Rit | 18  | 14  | 8   | 1   | 10  | 19  | 124   |
| 1   | Lotus ART             | 2           | 4   | 8   | 10  | 7   | 7   | 3   | 15  | 12  | 3   | 1   | 1   | 2   | 1   | 19  | 1   | 17  | 124   |
| 1   | Lotus ART             | 3           | 17  | 13  | 2   | 21  | 8   | 1   | 6   | 5   | 4   | 6   | 25  | 3   | 2   | 2   | 2   | 14  | 124   |
| 2   | MW Arden              | 26          | 6   | 7   | 1   | 5   | 3   | 4   | 9   | Rit | 19  | 22  | Rit | 24† | 11  | Rit | 8   | Rit | 69    |
| 2   | MW Arden              | 27          | 19  | 21  | 27  | 25† | Rit | Rit | 12  | 10  | 9   | 16  | 16  | 12  | 19  | 5   | 5   | 4   | 69    |
| 2   | MW Arden              | 28          | Rit | 20  | 14  | 9   | 2   | 6   | 7   | 1   | 2   | 14  | 6   | Rit | 9   | NP  | 18  | 10  | 69    |
| 3   | Marussia Manor Racing | 10          | 24  | 16  | 11  | 23  | 1   | 8   | 4   | 15  | 5   | Rit | 3   | 10  | 4   | Rit | Rit | 6   | 67    |
| 3   | Marussia Manor Racing | 11          | 26  | 10  | 20  | 11  | 19  | 22  | 10  | 4   | 1   | 10  | 9   | 1   | 12  | 9   | 3   | 2   | 67    |
| 3   | Marussia Manor Racing | 12          | 18  | Rit | 19  | 24  | 17  | Rit | Rit | Rit | 14  | 23  | 14  | 21  | 18  | Rit | 20  | Rit | 67    |
| 4   | RSC Mücke Motorsport  | 29          | Rit | 19  | 22  | 16  | 18  | 10  | 5   | 19  | 25  | 25  | 17  | Rit | Rit | 17  | 15  | 15  | 61    |
| 4   | RSC Mücke Motorsport  | 30          | 7   | 2   | 18  | 12  | Rit | Rit | Rit | 13  | 26† | 12  | 2   | 13  | 15  | 4   | 12  | 11  | 61    |
| 4   | RSC Mücke Motorsport  | 31          | 1   | 3   | 6   | 2   | Rit | 19  | Rit | 8   | 10  | 3   | 8   | 4   | 3   | Rit | 9   | Rit | 61    |
| 5   | Status Grand Prix     | 4           | 8   | 1   | Rit | Rit | 6   | 2   | 2   | 3   | 12  | 2   | SQ  | 9   | Rit | Rit | 21† | Rit | 50    |
| 5   | Status Grand Prix     | 5           | 5   | 4   | 12  | 17  | Rit | 20† | 19  | 9   | 28  | Rit | 11  | 6   | Rit | 11  | 7   | 1   | 50    |
| 5   | Status Grand Prix     | 6           | 14  | 24  | 17  | 13  | Rit | Rit | 18  | 24  | 11  | 18  | 28  | 23  | 10  | 8   | Rit | Rit | 50    |
| 6   | Tech 1 Racing         | 17          | 15  | Rit | 3   | 20  | Rit | Rit | 11  | 18  | 7   | 13  | 5   | 7   | 13  | Rit | 22† | 8   | 43    |
| 6   | Tech 1 Racing         | 18          | 2   | 5   | 4   | 4   | Rit | Rit | 20  | 21  | 18  | 24† | 27  | Rit | 22  | 21  | 14  | Rit | 43    |
| 6   | Tech 1 Racing         | 19          | 16  | 18  | 8   | 1   | 16  | 13  | Rit | 20  | 8   | 4   | 10  | 20  | 17  | 14  | Rit | 12  | 43    |
| 7   | Jenzer Motorsport     | 7           | 11  | 15  | 5   | Rit | Rit | 14  | 1   | 11  | 15  | 7   | 4   | 5   | 7   | 3   | 4   | 3   | 37    |
| 7   | Jenzer Motorsport     | 8           | 23  | 17  | Rit | 19  | Rit | 21† | SQ  | ES  | 20  | 15  | 19  | 8   | Rit | 15  | Rit | 16  | 37    |
| 7   | Jenzer Motorsport     | 9           | 25  | Rit | 9   | 8   | 13  | 9   | 14  | 22  | 13  | 11  | 22  | Rit | 14  | 6   | 16  | 20  | 37    |
| 8   | Addax Team            | 23          | 20  | Rit | Rit | 27† | 20  | Rit | Rit | 25† | 22  | 5   | 7   | 22  | 6   | Rit | Rit | 9   | 33    |
| 8   | Addax Team            | 24          | 10  | 12  | 13  | 6   | 4   | 5   | Rit | 14  | 27† | 17  | 23  | Rit | 16  | 16  | 17  | 7   | 33    |
| 8   | Addax Team            | 25          | 9   | 6   | 7   | 3   | 5   | 11  | 8   | 2   | 24  | Rit | 24  | 19  | 20  | 20  | Ret | 18  | 33    |
| 9   | Carlin                | 14          | 21  | 25  | 21  | 22  | 12  | 7   | 13  | 7   | 6   | 8   | 13  | 11  | 5   | 7   | 6   | Rit | 21    |
| 9   | Carlin                | 15          | 3   | 9   | 24  | 14  | 15  | Rit | NP  | NP  | 29  | 21  | 26  | 18  | Rit | Rit | 11  | 5   | 21    |
| 9   | Carlin                | 16          | Rit | 22  | 23  | 15  | 10  | 17  | 17  | 23  | 17  | 19  | 20  | 15  | 21  | 18  | 13  | Rit | 21    |
| 10  | ATECH CRS GP          | 20          | Rit | 23  | 26  | Rit | 14  | 16  | 16  | Rit | Rit | NP  | 12  | 17  | Rit | 10  | 19  | 13  | 7     |
| 10  | ATECH CRS GP          | 21          | 13  | 11  | 25  | 18  | 9   | 12  | 3   | 6   | 16  | 9   | 21  | Rit | Rit | 13  | Rit | Rit | 7     |
| 10  | ATECH CRS GP          | 22          | 12  | 14  | 16  | 10  | 11  | 18  | Rit | 16  | 21  | 20  | 15  | 16  | Rit | 12  | Rit | Rit | 7     |
| Pos | Team                  | Vettura No. | TUR | TUR | ESP | ESP | VAL | VAL | GBR | GBR | GER | GER | HUN | HUN | BEL | BEL | ITA | ITA | Punti |

| Colore  | Risultato             |
| ------- | --------------------- |
| Oro     | Vincitore             |
| Argento | 2º posto              |
| Bronzo  | 3º posto              |
| Verde   | Finito a punti        |
| Blu     | Finito senza punti    |
| Viola   | Ritirato (Rit)        |
| Viola   | Non classificato (NC) |
| Rosso   | Non qualificato (NQ)  |
| Nero    | Squalificato (SQ)     |
| Bianco  | Non partito (NP)      |
| Bianco  | Non ha gareggiato     |
| Bianco  | Infortunato (INF)     |
| Bianco  | Escluso (ES)          |
| Bianco  | Gara cancellata (C)   |

## Test post stagionali
Il 25 e 26 ottobre vi furono dei test presso il Circuito di Barcellona, seguiti il 1º-2 dicembre dalle prove a Jerez.
| Circuito                          | Data                     | Pilota più rapido | Team      | Tempo    | Giri |
| --------------------------------- | ------------------------ | ----------------- | --------- | -------- | ---- |
| Circuito di Catalogna, Barcellona | 25 ottobre (mattina)     | Mitch Evans       | MW Arden  | 1'39"695 | 23   |
| Circuito di Catalogna, Barcellona | 25 ottobre (pomeriggio)  | Mitch Evans       | MW Arden  | 1'39"037 | 19   |
| Circuito di Catalogna, Barcellona | 26 ottobre (mattina)     | Mitch Evans       | MW Arden  | 1'37"793 | 24   |
| Circuito di Catalogna, Barcellona | 26 ottobre (pomeriggio)  | Mitch Evans       | MW Arden  | 1'38"751 | 27   |
| Circuito di Jerez                 | 1º dicembre (mattina)    | Tio Ellinas       | Manor     | 1'34"748 | 32   |
| Circuito di Jerez                 | 1º dicembre (pomeriggio) | David Fumanelli   | MW Arden  | 1'34"971 | 22   |
| Circuito di Jerez                 | 2 dicembre (mattina)     | Daniel Abt        | Lotus ART | 1'33"885 | 32   |
| Circuito di Jerez                 | 2 dicembre (pomeriggio)  | Matias Laine      | Manor     | 1'36"446 | 26   |